# 博布里察 (法斯蒂夫區)
50°16′48″N 30°13′38″E / 50.28000°N 30.22722°E

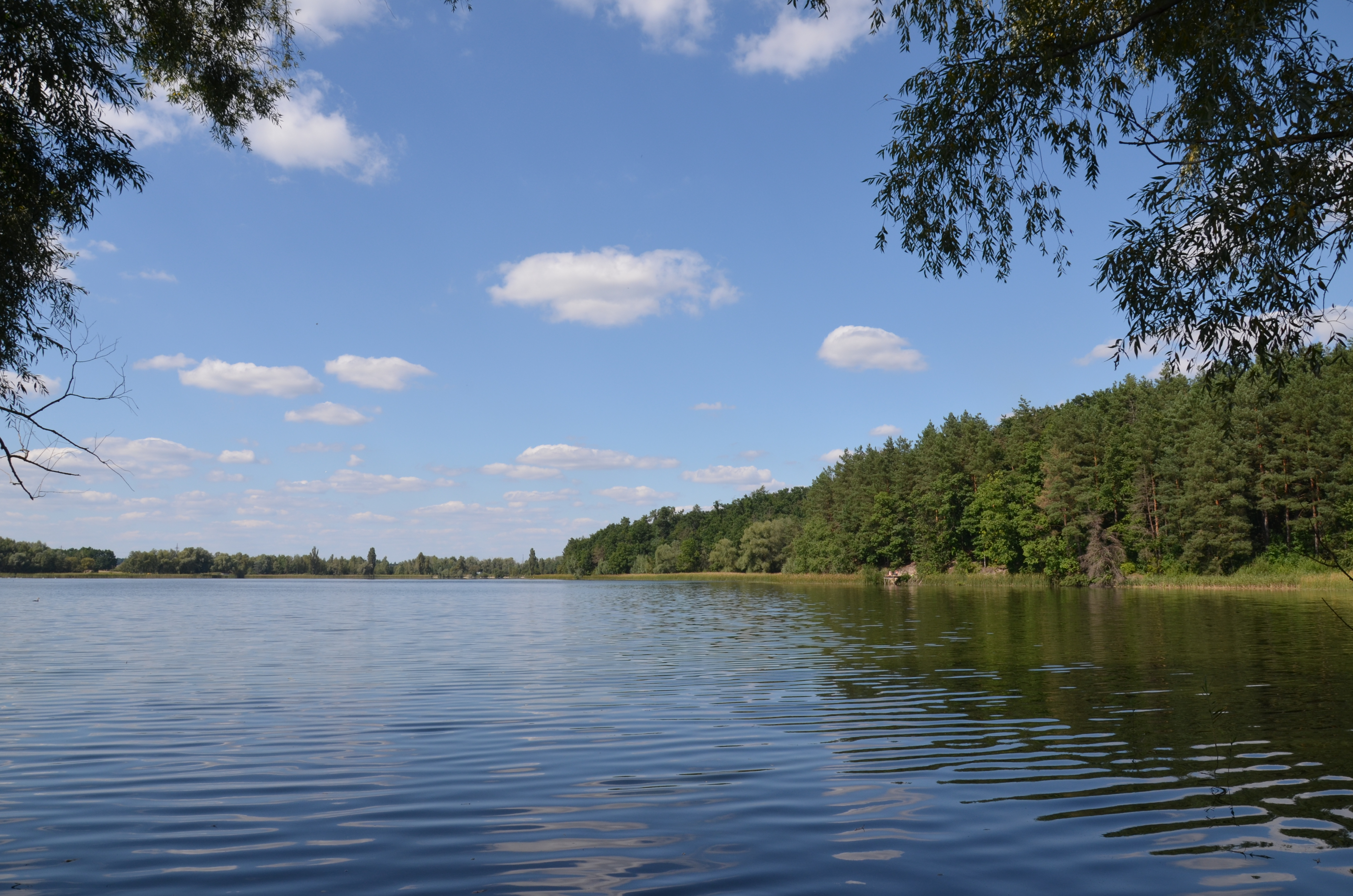
博布里察

博布里察（羅馬化：Bobrytsia）是位於烏克蘭北部的村莊，由基辅州法斯蒂夫區的卡利尼夫卡市鎮負責管轄。該村面積0.28平方公里，海拔高度156米，2001年人口1,200，人口密度每平方公里102.5人。